# Fuscoderma limbatum
Fuscoderma limbatum är en lavart som beskrevs av P. M. Jørg. & D. J. Galloway. Fuscoderma limbatum ingår i släktet Fuscoderma och familjen Pannariaceae.   Inga underarter finns listade i Catalogue of Life.